# Focke-Wulf Ta 152
Le Focke-Wulf Ta 152 était un chasseur-Intercepteur allemand de la Seconde Guerre mondiale créé par l'ingénieur Kurt Tank et produit dans l'usine Focke-Wulf de Cottbus.
Le Ta 152 était une évolution du Focke-Wulf Fw 190. Trois versions de l'appareil furent conçues : le Ta 152H Höhenjäger (« Chasseur de haute altitude »), le Ta 152C Zerstörer (« Destructeur ») pour les missions à basse et moyenne altitude ainsi que pour les attaques au sol (avec des ailes plus courtes et un moteur différent par rapport à la version H) et enfin le Ta 152E, utilisant le moteur de la version H et les ailes de la version C pour des missions de reconnaissance et de chasse.

## Développement
Le Ta 152 était une évolution du Fw 190 équipé d'un moteur V12 au lieu du moteur en étoile initial. Parce que le modèle d’origine (l'Anton) souffrait de mauvaises performances au-dessus de 6 000 m, et combattait face à des appareils alliés plus à leur aise grâce à leurs moteurs suralimentés, Kurt Tank essaya sans succès d'améliorer son chasseur. Après une âpre bataille avec le RLM qui lui imposa le Jumo 213, Kurt Tank redessina son avion autour d'un moteur à l'architecture fondamentalement différente : le nez du chasseur fut rallongé, ainsi que l'empennage pour aboutir au Fw 190D9, un appareil déjà remarquable pour avoir conservé les excellentes qualités de vol de son prédécesseur. Cependant, avec la version Ta 152, la dernière avant la chute de l'Allemagne nazie, Kurt Tank et son équipe allaient signer un coup de maître.
Plusieurs variantes du monomoteur furent étudiées dont deux principales ayant fait l'objet de construction :
- Ta 152C, appelée « Destructeur » (Zerstörer), un chasseur de basse et moyenne altitude. Cet appareil, considéré comme étant le remplaçant direct des Focke-Wulf Fw 190D, en différait essentiellement par son moteur, un DB 603 en lieu et place du Jumo 213. Seuls trois prototypes et deux exemplaires de présérie sortirent des chaînes de montage avant la fin de la Seconde Guerre mondiale. Aucune utilisation opérationnelle de cet appareil n'est connue[3].

- Ta 152H, chasseur de haute altitude. La variante H possédait des ailes à grand allongement dans le but d'assurer une meilleure portance à haute altitude, un armement puissant et des performances en matière de vitesse et de plafond d'utilisation inégalées à cette époque[3]. Son moteur se voyait doté de deux dispositifs visant à préserver tout son potentiel : un dispositif d'injection eau/méthanol (MW 50) permettant d'augmenter les performances pendant une courte durée (30 minutes environ)[4] ; un autre au protoxyde d'azote (GM-1) (durée d'utilisation : 15 minutes) permettant de pallier le manque d'oxygène en altitude, comburant nécessaire au bon fonctionnement de tout moteur à piston, et permettant ainsi de préserver un rapport carburant/comburant optimal dans le moteur quelle que soit l'altitude[4].

Si les prototypes de cette variante furent essayés alternativement avec des moteurs DB 603 et Jumo 213E, la version de série Ta 152H1 sera dotée exclusivement du moteur Jumo. Avec une vitesse de plus de 740 km/h à 9 500 m d'altitude, le Ta 152H comptait parmi les avions à moteur à pistons les plus rapides de la Seconde Guerre mondiale. Dans l'état actuel des connaissances, il n'existe encore qu'un seul exemplaire ayant survécu au conflit. Il se trouve au National Air and Space Museum de Washington D.C. Cet appareil a été emmené aux États-Unis en 1945 sur le porte-avions Reaper de la classe Bogue avec de nombreux autres avions allemands capturés à la fin du conflit.

## Engagements
Lors d'un vol d'essai, Kurt Tank pilotait un Ta 152H non armé lorsqu'il rencontra un vol de P-51 Mustang. À l'atterrissage, il a décrit comment il avait pu engager le dispositif d'injection eau/méthanol MW 50 pour laisser les chasseurs américains loin derrière.
Un total de 150 appareils furent construits, toutes versions confondues et prototypes compris, la plupart étant des Ta 152H1 mais un maximum de 16 furent réellement disponibles. L'avion fut brièvement engagé dans les derniers combats de la Luftwaffe, notamment lors de la bataille de Berlin, au sein de l'escadre de chasse JG 301. Un Ta 152 sera également utilisé à la JG 4 à la fin du mois d'avril 1945. Bien que conçu pour opérer à haute altitude, le Ta 152H1 servit surtout à la défense des autres chasseurs de l'escadre.

### Victoires aériennes
- 20 février 1945 : Oberfeldwebel Josef Keil – 10./JG 301 – un B-17 abattu[10].
- 1er mars 1945 : Oberfeldwebel Josef Keil – 10./JG 301 – un P-51 abattu[11].
- 10 avril 1945 : Oberfeldwebel Josef Keil – Stab./JG 301 – un P-47 abattu[12].
- 14 avril 1945 : Oberfeldwebel Willi Reschke – Stab./JG 301 – un Tempest abattu[13].
- 21 avril 1945 : Oberfeldwebel Josef Keil – Stab./JG 301 – deux Yak-9 abattus[14].
- 24 avril 1945 : Oberfeldwebel Walter Loos et Willi Reschke – Stab./JG 301 – quatre Yak-9 abattus (deux chacun)[15].
- 25 avril 1945 : Oberfeldwebel Walter Loos – Stab./JG 301 – un Yak-9 abattu[16].
- 30 avril 1945 : Oberfeldwebel Walter Loos – Stab./JG 301 – un Yak-9 abattu[17]

### Pertes
- 1er février 1945 : Unteroffizier Hermann Dürr – 12./JG 301 - son Ta 152H-1 "WNr. 150 037" s'écrase à l'entraînement pour raison inconnue[18].
- 4 mars 1945 : Oberfähnrich Jonny Wiegeshoff – 12./JG 301 - s'écrase accidentellement à l'entraînement[19].
- 14 avril 1945 : Oberfeldwebel Josef Sattler – Stab./JG 301 - perte de contrôle au combat[13].
- 24 avril 1945 : Oberleutnant Hermann Stahl – Stab./JG 301 - disparu au combat[17]

## Galerie

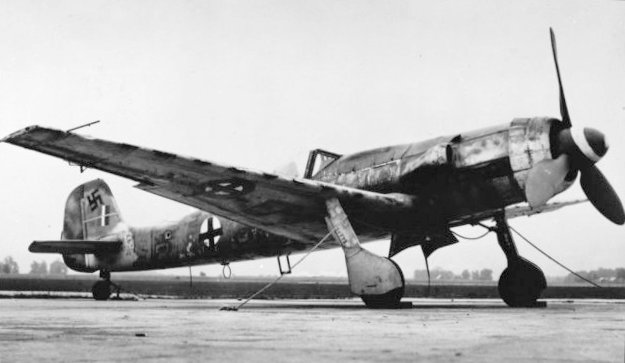
Ta 152H-1[20].
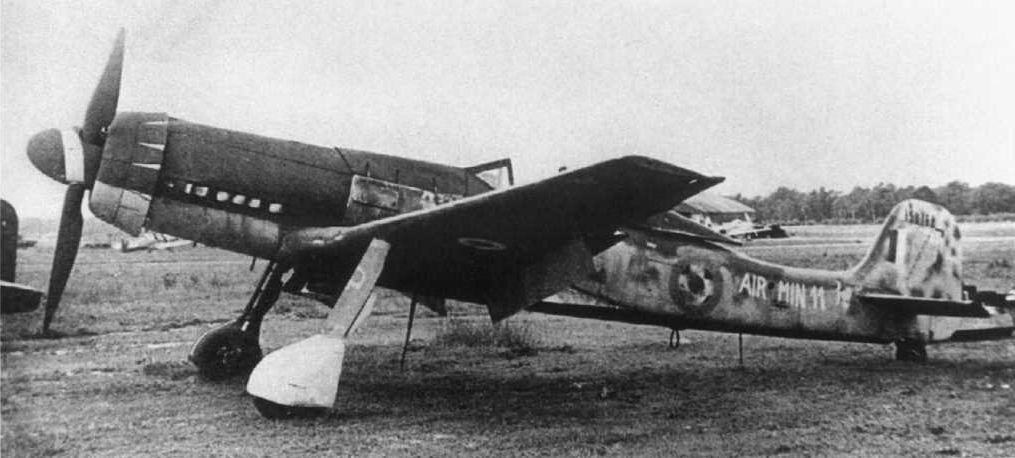
Un Ta 152 H capturé par les Britanniques en 1946

### Dans la culture populaire
- Dans l'animation japonaise The Cockpit le héros Erhardt Von Rheindars pilote un TA 152H1.
- Encyclopédie interne au jeu vidéo Il-2 Sturmovik, présentant les appareils de ce simulateur.
- La série Le Grand Duc tome 3 : Wulf & Lilya en présente un bel exemplaire en couverture et en intérieur.
- Le Ta 152 est jouable dans sa version H et C dans le Jeu vidéo War Thunder.